# Зерцало (иконопись)
Зерца́ло — в византийской и древнерусской иконописи изображение прозрачной сферы в руках архангела.
Зерцало является символом предначертания, предвидения, переданного архангелу Богом.
- Зерцало может быть весьма крупного размера